# Hippety Hopper
Hippety Hopper é um jovem personagem canguru da série Warner Bros., série de desenhos animados Looney Tunes . ORobert McKimson apresentou Hippety Hopper em Hop, Look and Listen (1948), que estabeleceu o padrão para futuros desenhos animados de Hippety Hopper. O personagem apareceu em 14 desenhos animados teatrais entre 1948 e 1964.

## História
Os desenhos animados de Hippety Hopper possuem uma fórmula típica: Hopper escapa de um zoológico, circo, etc., e é confundido com um rato gigante por Sylvester the Cat . Frequentemente, Hopper troca de lugar com um mouse de verdade, geralmente quando é mais embaraçoso para Sylvester. Sylvester tenta capturar e comer sua "presa", mas o inocente e infantil Hippety confunde as predações de Sylvester com um jogo de violência. Sylvester é repetidamente chutado, socado e girado, mas cada falha apenas fortalece seu desejo de ter o “rato gigante” para o almoço.
Hippety Hopper retorna em Pop 'Im Pop! (1950), em que o orgulhoso pai Sylvester se vangloria de suas habilidades com o mouse para seu filho, Sylvester Jr. Em Cats A-Weigh! (1953), Sylvester aceita o cargo de caçador de ratos em um navio. Ele encontra Hippety Hopper sendo enviado da Austrália . Sylvester confunde Hippety Hopper mais uma vez com um rato gigante e o bebê canguru prontamente bate no gato com força. Junior fica mortificado, mas a verdadeira vítima é Sylvester, humilhado por um mero “rato” na frente do próprio filho.
McKimson continuaria a série Sylvester/Hippety Hopper por 16 anos, variando ligeiramente de desenho para desenho. Em Bell Hoppy (1954), por exemplo, em uma reviravolta em " belling the cat ", Sylvester deve pendurar um sino no pescoço do maior rato que encontrar para se juntar à "Leal Ordem dos Gatos de Beco Rato e Chowder Clube". Surpreendentemente, ele realmente consegue isso uma vez e consegue se juntar ao clube, tornando-se até mesmo seu Grande Alto Exaltado Poobah, "sendo o único membro ativo" (os outros membros foram atropelados pelo caminhão do zoológico da cidade que levava Hippety para o zoológico quando tentaram para pegá-lo depois que Sylvester chamou ele).
Em Lighthouse Mouse, Sylvester deve proteger um farol do bebê canguru e de um rato que não quer nada além de apagar a luz do farol apenas para poder dormir um pouco.
Hoppy Go Lucky (1952) foi uma paródia de Of Mice and Men, com Sylvester acompanhado pelo gato gigante e simplório "Bennie", que quer um rato "para abraçá-lo e acariciá-lo". O tema central é sempre o mesmo: Sylvester fica envergonhado por não ter conseguido capturar o que parece ser um simples “rato”.
Hippety Hopper também apareceu em discos produzidos pela Capitol Records e Golden Records. Ao contrário dos desenhos animados, Hippety falava com frequência sobre eles, dublado por Mel Blanc com sotaque australiano.
Os desenhos animados Hippety Hopper/Sylvester/Sylvester Jr. terminaram em 1964, quando o estúdioWarner Bros.

## Descrição
Hippety Hopper é um canguru jovem de cor cinza a marrom claro. Robert McKimson é o diretor de uma dezena de desenhos animados nos quais esse personagem aparece.
A primeiríssima aparição deste canguru é no dia 17 de abril de 1948 na Festa da caça ( Hop, Look and Listen ), data do primeiro lançamento deste cartoon no cinema.
Hippety Hopper é descoberto pulando por Sylvester Junior , o filho do gato Sylvester (que então se apressa em chamar seu pai), ou por Sylvester apenas, para afugentá-lo. Este pequeno canguru, do tamanho de Sylvester, é tomado por ele por um rato gigante. O canguru foge ou luta com Sylvester e geralmente vence. Isso não desanima o gato que continua a persegui-lo. A dupla, portanto, funciona como a das séries Bip Bip e Coyote . O nome original, Hippety Hopper, é pouco usado e originalmente quase desconhecido. Foi, no entanto, dado desde o início.

## Legado
Originalmente, Hippety Hopper pretendia aparecer como uma participação especial no filme Uma Cilada para Roger Rabbit (1988) na cena excluída "Acme's Funeral".
O personagem continua aparecendo no marketing do Looney Tunes e em outros projetos, como aparições nas tomadas da multidão do filme Space Jam, e na cena final de Looney Tunes Back in Action .
Em episódio de Sylvester and Tweety Mysteries ambientado na Austrália, Sylvester tropeçou em um grupo de bebês cangurus, todos parecidos com Hippety Hopper, e comentou que esta foi a primeira vez que ele viu os "ratos gigantes" em anos. Ele disse a mesma coisa em Tweety's High-Flying Adventure .
Hippety Hopper aparece na abertura do The Looney Tunes Show e faz uma aparição especial em Looney Tunes Cartoons .
Hippety Hopper também aparece como personagem jogável em Looney Tunes: World of Mayhem como um Toon Lendário.
Em Bugs Bunny Builders, ele é retratado como capaz de falar e foi originalmente dublado por Debi Derryberry. Derryberry foi substituído pelo ator infantil Sky Alexis em episódios posteriores.

## Aparências
Todos os curtas de 1948 a 1964 foram dirigidos por Robert McKimson .
- Pule, olhe e ouça (1948)
- Hippety Hopper (1949)
- Pop 'im Pop! (1950)
- Bushy Hare (1950, participação especial)
- Quem é o gatinho quem (1952)
- Hoppy vai com sorte (1952)
- Gatos A-Pesam! (1953)
- Bell Hoppy (1954)
- Rato Farol (1955)
- Muito lúpulo para manusear (1956)
- O rato tapa-hoppy (1956)
- Identidade tomada pelo rato (1957)
- Hoppy Daze (1961)
- Gato Freudy (1964)